# Porzeczany
Porzeczany (biał. Парачаны, Paraczany; ros. Поречаны, Porieczany) – wieś na Białorusi, w obwodzie grodzieńskim, w rejonie lidzkim, w sielsowiecie Tarnowszczyzna, nad Dzitwą.

## Transport
Porzeczany położone są przy drodze republikańskiej R11 oraz przy linii kolejowej Lida – Mosty, na której w pobliżu wsi znajduje się przystanek kolejowy Porzeczany.

## Historia
W XIX i w początkach XX w. położone były w Rosji, w guberni wileńskiej, w powiecie lidzkim, w gminie Tarnowszczyzna.
W dwudziestoleciu międzywojennym leżały w Polsce, w województwie nowogródzkim, w powiecie lidzkim, w gminie Tarnowo/Białohruda. W 1921 miejscowość liczyła 487 mieszkańców, zamieszkałych w 87 budynkach, w tym 372 Polaków i 115 Białorusinów. 266 mieszkańców było wyznania prawosławnego i 221 rzymskokatolickiego.
Po II wojnie światowej w granicach Związku Sowieckiego. Od 1991 w niepodległej Białorusi.